# 봄 봄 (1983년 드라마)
《봄 봄》은 1983년 5월 7일에 방영된 TV문학관이다. 여담으로 이 드라마에 출연한 배우 전원주는 꼭 10년 뒤인 1993년 5월 7일 MBC 베스트극장에서 각색, 방영된 봄 봄에도 출연하였다.

## 출연
- 김진태
- 박준금
- 이신재
- 이종만
- 전원주
- 박규식
- 김을동
- 신수강
- 김윤형
- 이한수
- 이난희
- 박칠용
- 서영진
- 송보영
- 이종남
- 김순덕